# Moranbong Band
Moranbong Band (Koreaans: 모란봉악단; HR: Moranbong Akdan; letterlijk: "Boompioenheuvelband") is een Noord-Koreaanse band met een wisselende volledig vrouwelijke bezetting, die in 2012 is opgericht door Kim Jong-un, het de facto staatshoofd van Noord-Korea. De band gaf haar eerste optreden op 6 juli 2012 in opdracht van Kim Jong-un.
De band treedt frequent op tijdens jubileumvieringen, waaronder Overwinningsdag. Het repertoire van de band is een mix van westerse popmuziek, rock, en trot (een Koreaans muziekgenre) en dient voornamelijk als propaganda voor het dictatoriale regime. De band heeft in december 2015 een week lang optredens verzorgd in Beijing, persbureau KCNA duidde deze als vriendschapsoptredens. Het doel van de optredens was om de banden met China aan te halen.

## Sŏn'gun-ideologie
Aanvankelijk waren de bandleden gekleed in kuise maar enigszins uitdagende jurken. Later is dit, overeenkomstig de Sŏn’gun-ideologie, gewijzigd naar militaire uniformen. De eerste bandleden, allen hooggeplaatste militairen en aantoonbaar loyaal aan het regime, zijn - naar verluidt - persoonlijk door Kim Jong-un geselecteerd.

## Rekruteren van nieuw talent
Kim Yo-jong, Kim Jong-uns jongere zus, heeft opdracht gegeven aan het Centraal Comité om nieuwe getalenteerde zangeressen en musici te rekruteren van ten minste 165 cm lang. De selectieprocedure begon op 6 juli 2020, onder leiding van politica en Moranbong Bandleidster Hyong Song-wol, het merendeel van de rekruten zijn afkomstig van de faculteit Muziek en Dans van de Pyongyang Universiteit. De originele bandleden die gemiddeld eind twintig begin dertig zijn, dienen te worden vervangen door jongere bandleden. Veronderstelt wordt dat het aantrekken van jongere bandleden de band moet verjongen en zo ook de jongere generatie beter zullen aanspreken.